# Човек са искривљеном усном
„Човек са искривљеном усном” (енгл. The Man with the Twisted Lip) је једна од 56 приповедака о Шерлоку Холмсу које је написао Артур Конан Дојл и шеста је прича у Авантурама Шерлока Холмса. Објављена је у часопису The Strand Magazine 1891. године. Дојл је ову приповетку сместио на шеснаесто место на својој листи деветнаест омиљених прича о Холмсу.

## Радња
Прича почиње када пријатељица Вотсонове жене дође у његову кућу, избезумљена јер је њен муж, зависник од опијума, нестао. Вотсон јој помаже да га извуче из опијумске јазбине и пошаље га кући. Вотсон је изненађен када открије да се и Шерлок Холмс налази тамо, прерушен, и покушава да добије информације како би решио други случај о човеку који је нестао. Вотсон остаје да послуша Холмсову причу о случају Невила Сент Kлера.
Сент Клер је просперитетан, угледан, тачан човек. Дом његове породице је на селу, али он посећује Лондон сваког дана. Једног дана када је господин Сент Клер био у Лондону, госпођа Сент Клер је такође одвојено отишла у Лондон. Случајно је прошла низ Апер Свондам Лејн, „подлу уличицу” у близини лондонских докова, где се налази опијумска јазбина. Подигавши поглед, угледала је свог мужа на прозору на другом спрату опијумске јазбине. Одмах је нестао са прозора, а госпођа Сент Клер је била сигурна да нешто није у реду.
Покушала је да уђе у зграду; али јој је пут блокирао власник опијумске јазбине, Индијац. Позвала је полицију, али они нису нашли господина Сент Клера. Соба иза прозора била је јазбина прљавог, унакаженог просјака, познатог полицији као Хју Бун. Полиција се спремала да прогласи њену причу као неку врсту грешке када је госпођа Сент Клер приметила кутију дрвених коцкица за које је њен муж рекао да ће купити њиховом сину. Даљњом потрагом пронађена је одећа Сент Kлера. Kасније је његов капут, са џеповима пуним новчића, пронађен на обали реке Темзе, одмах испод задњег прозора зграде.
Хју Бун је одмах ухапшен, али ништа није рекао, осим што је порицао било какво сазнање о Сент Kлеру. Такође се опирао сваком покушају да га натерају да се опере. Холмс је у почетку био прилично убеђен да је Сент Клер убијен и да је Бун умешан. Због тога се прерушио и истраживао јазбину. Он и Вотсон се враћају у дом Сент Kлера, где наилазе на изненађење. Наиме, прошло је неколико дана након нестанка; али тог дана госпођа Сент Kлер је примила писмо од свог мужа његовим рукописом, са приложеним венчаним прстеном, у којем јој је рекао да не брине. Ово приморава Холмса да преиспита своје закључке, доводећи га на крају до изванредног решења.
Холмс и Вотсон иду у полицијску станицу у којој је Хју Бун; Холмс доноси сунђер за прање у својој торби. Пронашавши Буна како спава, Холмс пере прљаво лице уснулог Буна – откривајући Невила Сент Kлера.
Господин Сент Клер је водио двоструки живот, као угледни бизнисмен и као просјак. У младости је био глумац пре него што је постао новински репортер. Како би истражио један чланак, накратко се прерушио у просјака и успео је да прикупи изненађујућу количину новца захваљујући вештини која није уобичајена за просјаке; његове глумачке вештине омогућиле су му да шминкањем опонаша симпатичнији лик, као и да обезбеди репертоар духовитих дијалога којима је забављао пролазнике који би му давали новчиће — био је подједнако улични извођач колико и просјак. Kасније, кад се нашао оптерећен великим дугом, замолио је за неколико дана да га отплати и вратио се на улицу. Његова плата у новинама била је оскудна и, подстакнут много већим потенцијалним приходом од просјачења, на крају је постао „професионални” просјак. Његова примања су била довољно велика да је могао да се успостави као сеоски џентлмен, добро се ожени и заснује угледну породицу. Његова жена и деца никада нису знали чиме се бавио, а када су га ухапсили, плашио се разоткривања више него затвора или вешала. Али није било убиства, па је пуштен, а Холмс и полиција се слажу да чувају тајну господина Сент Kлера под условом да се више никада не чује за Хјуа Буна.

## Занимљивости
Способност Сент Клера да добро зарађује просјачењем, неки сматрају мало вероватним догађајем, али други се не слажу с тим.
Ујутро када је мистерија решена, Вотсон се буди око 4:25 ујутру, али се каже да летње сунце већ сија.
Вотсона супруга Мери назива именом „Џејмс” упркос томе што је већ познато да му је име „Џон”. Ово је навело Дороти Л. Сејерс да спекулише да Мери можда користи његово средње име Хамиш (англизација од „Сојмас”, шкотског гелског за Џејмс), иако се сам Дојл никада није бавио овим осим што је укључио иницијале.

## Историја објављивања
„Човек са искривљеном усном” први пут је објављен у британском часопису The Strand Magazine у децембру 1891. године, док је у Сједињеним Државама објављен у америчкој верзији овог часописа месец дана касније. Прича је објављена са десет илустрација Сиднија Паџета у истом часопису. Ова приповетка је укључена у збирку кратких прича Авантуре Шерлока Холмса, која је објављена у октобру 1892. године.

## Адаптације

### Филм и телевизија
Кратки неми филм базиран на овој прили, Човек са искривљеном усном, премијерно је приказан 1921. године. Снимљен је као део филмског серијала у којем глуми Еје Норвуд глуми Холмса.
Године 1951. Рудолф Kартје је продуцирао адаптацију под насловом Човек који је нестао. Ова адаптација је била пилот епизода за предложену телевизијску серију у којој су глумили Џон Лонгден као Холмс и Kембел Сингер као Вотсон.
Године 1964, прича је адаптирана у епизоду BBC-јеве серије Шерлок Холмс са Дагласом Вилмером и Најџелом Стоком у главним улогама, са Питером Маденом као инспектором Лестрадом и Антоном Роџерсом као Невилом Сент Kлером. Адаптација је развила Сент Kлеру приписану способност у репартији тако што је приказала његово цитирање класика, укључујући Шекспира.
Granada Television је такође продуцирала верзију 1986. године, коју је адаптирао Алан Платер као део њихове телевизијске серије Повратак Шерлока Холмса, са Џеремијем Бретом и Едвардом Хардвиком у главним улогама, са Денисом Лилом као инспектором Бредстритом, Kлајвом Френсисом као Невилом Сент Kлером и Албертом Мозесом као Индијцем.
Из приче је адаптирана епизода анимиране телевизијске серије Шерлок Холмс у 22. веку. Епизода под називом „Човек са искривљеном усном” емитована је 2000. године.
Епизода серије Шерлок из 2014. „Његов последњи завет” почиње тако што Вотсон проналази Холмса у наркоманској јазбини, што подсећа на сцену у опијумској јазбини из ове приче.

### Радио
Едит Мејзер је адаптирала ову причу као епизоду америчке радио-серије Авантуре Шерлока Холмса, која је емитована 24. новембра 1930. године, са Ричардом Гордоном у улози Шерлока Холмса и Лијем Ловелом као др Вотсоном. Римејкови сценарија емитовани су 12. маја 1935. (са Луисом Хектором као Холмсом и Ловелом као Вотсоном) и 22. фебруара 1936. (са Гордоном као Холмсом и Харијем Вестом као Вотсоном).
Мејзерова је такође адаптирала приповетку као епизоду америчке радио-серије Нове авантуре Шерлока Холмса, са Бејзилом Ратбоном као Холмсом и Најџелом Брусом као Вотсоном, која је емитована 23. октобра 1939. године. Остале епизоде у истој серији које су адаптиране из ове приче емитоване су 1940, 1943, 1944. и 1946. (са Фредериком Ворлоком као Невилом Сент Kлером и Хербертом Ролинсоном у улози инспектора Бредстрита).
Радио адаптација емитована на BBC Light програму 1959. године, као део радио-серије из 1952–1969, у којој су глумили Kарлтон Хобс као Холмс и Норман Шели као Вотсон. Причу је адаптирао Мајкл Хардвик.
Приповетку „Човек са искривљеном усном” је драматизовао Питер Маки за BBC Radio 4 током 1990. године, као део радио серије из 1989–1998. у којој су глумили Kлајв Мерисон као Холмс и Мајкл Вилијамс као Вотсон.
Прича је адаптирана као епизода Kласичних авантура Шерлока Холмса, серије у америчкој радио-емисији Imagination Theatre, са Џоном Патриком Лоуријем као Холмсом и Лоренсом Албертом као Вотсоном. Епизода је први пут емитована 2012. године.